# Marie Nyreröd
Marie Elisabeth Nyreröd, född 19 juli 1955 i Arvika, är en svensk journalist, TV-producent och filmare.

## Utbildning
Nyreröd studerade journalistik vid Stockholms universitet.

## Arbetsliv
1980 började Nyreröd på Sveriges Television, där hon sedan huvudsakligen var verksam. 1987 började hon på SVT:s kulturredaktion och verkade där som reporter respektive producent för ett flertal program inom framför allt film, teater och litteratur, däribland Nike, Kobra och Dramat i TV-soffan (2004), om TV-teaterns historia. Sedan 2005 har hon arbetat med litteraturprogrammet Babel, sedan 2010 som dess projektledare.

## Intervjuer med Ingmar Bergman
År 1997 gjorde hon en intervju med Ingmar Bergman, vilket ledde till att hon 2003 fick unikt tillstånd av den tillbakadragne regissören att göra en omfattande intervjuserie med honom, Ingmar Bergman – 3 dokumentärer om film, teater, Fårö och livet (Bergman och filmen, Bergman och teatern och Bergman och Fårö). Denna väckte stor internationell uppmärksamhet med visning på stora filmfestivaler och Emmy Award-nominering 2004 och har även visats på biografer internationellt i långfilmsformat med titeln Bergman Island. Hon fortsatte arbetet kring regissören tillsammans med Stig Björkman i filmen Bilder från lekstugan (2009), baserad på Bergmans privata 16-millimetersfilmer från hans filminspelningar på 1950-60-talet.
I samband med jubileumsåret 2018, 100 år sedan Ingmar Bergmans födelse, var Nyreröd ansvarig för hela Bergman-firandet på SVT och hade det året också premiär på de egna dokumentärfilmerna Bergmans början: ilska, kärlek, magknip och Den obesegrade kvinnligheten – en film om Gun Bergman, om Ingmar Bergmans tredje hustru.
Efter dokumentärerna på 00-talet, blev Nyreröd vän med Bergman och fick Bergmans 80 år gamla nalle 2006.

## Rapportering i samband med 11 september-attackerna 2001
Nyreröd kom plötsligt i fokus i samband med 11 september-attackerna 2001, då hon och fotografen Sven-Åke Visén var i New York för att göra ett reportage för Kobra om legendariska Hotel Chelsea – detta reportage blev sedermera i stället den timslånga dokumentärfilmen Chelsea Hotel (2002). Mitt under arbetet inträffade flygattentaten mot World Trade Center, även synligt i dokumentären. Då flygförbud inträdde i flera dagar därefter och ingen annan svensk TV-reporter fanns i New York, fick de båda plötsligt förvandla sig till nyhetsreportrar och nästan dygnet runt leverera direktrapporter och reportage från kaoset till SVT:s nyhetsprogram. Det var inte första gången hon arbetade som nyhetsreporter i TV-rutan, då hon 1985 jobbade för Aktuellt.

## Dokumentär om Ulf Lundell
Julen 2020 gjorde hon en tv-dokumentär i två delar om sångaren, musikern, författaren och konstnären Ulf Lundell med titeln Ulf Lundell - friheten och ensamheten.